# 2-溴-4,5-二甲氧基苯乙胺
2-溴-4,5-二甲氧基苯乙胺（2-Br-4,5-DMPEA）是一种有机化合物，化学式为C10H14BrNO2，它是2C-B的同分异构体，在一些国家（如荷兰）合法。它可由3,4-二甲氧基苯乙胺和溴在乙酸中反应得到。